# Хоув
Хоув (енгл. Hove) је место у Уједињеном Краљевству у Енглеској које заједно са Брајтоном чини град Брајтон и Хоув. Према процени из 2007. у граду је живело 76.493 становника.

## Становништво
Према процени, у граду је 2008. живело 76.493 становника.
| 1981.  | 1991.  | 2001.  |
| ------ | ------ | ------ |
| 65,587 | 67,602 | 72,335 |